# Saint-Jean-du-Doigt
Saint-Jean-du-Doigt település Franciaországban, Finistère megyében. Lakosainak száma 683 fő (2022. január 1.). Saint-Jean-du-Doigt Lanmeur, Garlan, Guimaëc, Plouezoc’h és Plougasnou községekkel határos.

## Népesség
A település népessége az elmúlt években az alábbi módon változott:
| Lakosok száma | 818  | 656  | 661  | 636  | 617  | 636  | 641  | 655  | 662  | 683  |
|               | 1968 | 1982 | 1990 | 2006 | 2013 | 2015 | 2017 | 2019 | 2020 | 2022 |